# Antonio Tiscar y Pedrosa
Antonio Nicolás Tiscar y Pedrosa (Aguilar, Córdoba,  1765.-Málaga, 1845) fue un marino español.

## Primeros años
Sentó plaza de guardia marina en el departamento de Cádiz en septiembre de 1784 y ascendió a alférez de navío en 1790; a teniente de fragata en 1792; a teniente de navío en 1802; a capitán de fragata en 1811; a capitán de navío en 1819; a brigadier en 1830 y a jefe de escuadra en 1843. Concluidos los estudios elementales, embarcó en 1786, sucesivamente en los jabeques Lebrel, San Antonio y San Felipe; en 1787 y 1788, en el navío Asís, ejecutó la campaña de ejecuciones que verificó la escuadra de José de Córdoba; en el de 1790, en la fragata Liebre, pasó a Lima, en cuyos mares ejecutó varios reconocimientos de costa desde Chile a Panamá y en 1794 transbordó en el puerto del Callao a la fragata Rosalía, con la cual pasó a Montevideo con registro de Plata, regresando después a Cádiz.
En septiembre de 1796 embarcó en el navío Asís, con el cual hizo diferentes salidas a cruzar y en enero del siguiente año obtuvo un satisfactorio combate, en aguas de Cádiz, contra dos fragatas inglesas de 40 cañones, otra de 34 y una corbeta de 26. En marzo transbordó a la fragata Diana, poco después al navío Soberano, de la escuadra de José de Mazarredo, con la que salió en persecución de la inglesa; con la lancha armada de dicho buque concurrió a batir los navíos de guerra ingleses Alejandro y Poderoso y las fuerzas sutiles de dicha nación, mandadas por Nelson, cuando el bombardeo a la ciudad de Cádiz. En 1798 pasó a la fragata Nuestra Señora de la Asunción y con la lancha armada del buque asistió a la defensa del puerto del Ferrol, a raíz del desembarco de los ingleses en aquella costa el 25 de agosto de 1800 y transbordado al navío San Agustín, de la escuadra del general Moreno, salió para Cádiz, de donde fue a Algeciras y estuvo en el combate del Estrecho, en que se volaron los navíos Real Carlos y San Hermenegildo, regresando a Cádiz con el de su destino, dándosele en julio de 1801 el mando de un cañonero del apostadro de la puerta de Sevilla, con el cual sostuvo diferentes ataques contra las fuerzas inglesas del bloqueo. 

## Guerra de Independencia de Venezuela
En febrero de 1802 embarcó en el navío Oriente y, transbordado poco después al titulado Santo Domingo, salió para Venezuela, de donde regresó en febrero de 1803, siendo ayudante del comandante general del Arsenal hasta enero de 1804, en que fue elegido oficial de órdenes de la división de guardacostas de Caracas. Embarcado en el bergantín Argos, ejecutó varias comisiones en el mar Caribe, sosteniendo en abril de 1806 un reñido combate contra la corbeta Leander y dos goletas de la expedición del insurgente revolucionario Francisco de Miranda, resultando el apresamiento de las dos goletas. En 1810 cayó prisionero de los insurgentes, de resultas de la revolución de Caracas y encerrado en el castillo San Felipe, de Puerto Cabello; conducido a La Guaira, logró fugarse y se refugió en Puerto Rico. En diciembre del mismo año fue destinado a las órdenes del capitán general de las provincias de Venezuela y en agosto de 1811 obtuvo el mando de la goleta Amistad, armada en guerra para la expedición contra los insurgentes de la costa de Caracas, habiendo ejecutado tres campañas sobre dicha costa con la fragata Cornelia, corbeta Príncipe, bergantín-goleta Inés y pailebote Carlota, quedando Tíscar al mando de esta división hasta noviembre del mismo año.
Nombrado gobernador de Barinas en 1812, al mando de los restos del ejército realista luego de la derrota en la batalla de Niquitao el 2 de julio de 1813, consigue retirarse hacia Nutrias y San Fernando de Apure donde pretendía reunirse con José Antonio Yáñez, que en su camino desde San Cristóbal, había vencido al patriota Antonio Nicolás Briceño, el 15 de mayo de 1813. Pero Tiscar no consigue reunirse con Yáñez y se embarca hacía Angostura, en la provincia de Guayana. 

## Últimos años
Desempeñó después varios cargos de su competencia y se trasladó a Cádiz en septiembre de 1815, permaneciendo en aquel departamento hasta mayo de 1819 en que, nombrado comandante del navío Alejandro I comprado por el Tratado de Madrid (1817), salió para el Perú en la expedición naval de Rosendo Polier; pero tuvo que regresar al puerto de salida y permaneció allí hasta 1834, desempeñando en el intervalo los empleos sucesivos de subinspector de pertrechos del arsenal de la Carraca, comandante del navío Soberano y capitán del puerto de Cádiz. Se le nombró a renglón seguido vocal de la Real Junta Superior del gobierno de la Armada, cesando en 1835 al suprimirse aquella corporación. Después ejerció la comandancia del tercio naval de Málaga y la dirección del colegio de San Telmo, hasta que en 1843 se le concedió el ascenso a jefe de escuadra.